# Ellen Harding Baker
Ellen Harding Baker   (8 de juny de 1847 - 30 de març de 1886), nascuda Sarah Ellen Harding, va ser una astrònoma i professora estatunidenca. És coneguda pel seu edredó del Sistema Solar, que va utilitzar com a ajuda didàctica a les seves conferències sobre astronomia.

## Vida personal
Sarah Ellen Harding es va casar amb Marion Baker del comtat de Cedar (Iowa), el 10 d'octubre de 1867.
Durant la dècada del 1870, la família es va traslladar a Lone Tree (Iowa), on Marion tenia un negoci de mercaderies generals. La parella va tenir set fills junts.

## La seva mort
Ellen Harding Baker va sucumbir a la tuberculosi el 30 de març de 1886.

## Obra destacada
Ellen Harding Baker probablement va començar a crear l'edredó del Sistema Solar el 1876, com ho demostra l' «AD 1876» brodat a la cantonada inferior dreta. Pel que sembla, va trigar fins al 1883 a completar el projecte. El setembre d'aquell any, el New York Times va recollir una cita d'un diari d'Iowa que «La Sra. M. Baker, de Lone Tree, acaba d'acabar un edredó de seda que porta set anys fent. Té el Sistema Solar treballat completament i amb precisió».
L'edredó té una part superior de llana adornada amb aplicacions de teixit de llana, trena de llana i brodats de llana i seda. El disseny de l'edredó s'assembla a les il·lustracions que es troben als llibres d'astronomia d'aquell període. L'edredó mostra el Sol al centre i els vuit planetes coneguts en aquella època del Sistema Solar (amb òrbites indicades al voltant del Sol), així com el cinturó d'asteroides. També es mostren la infinitat d'estrelles que existeixen més enllà del Sistema Solar. S'inclouen les llunes galileanes de Júpiter, així com les llunes de la Terra, Saturn, Neptú i Urà, així com els anells de Saturn. La part superior esquerra de l'edredó mostra un gran cometa, probablement C/1874 H1, descobert el 1874 per Jérôme Eugène Coggia.

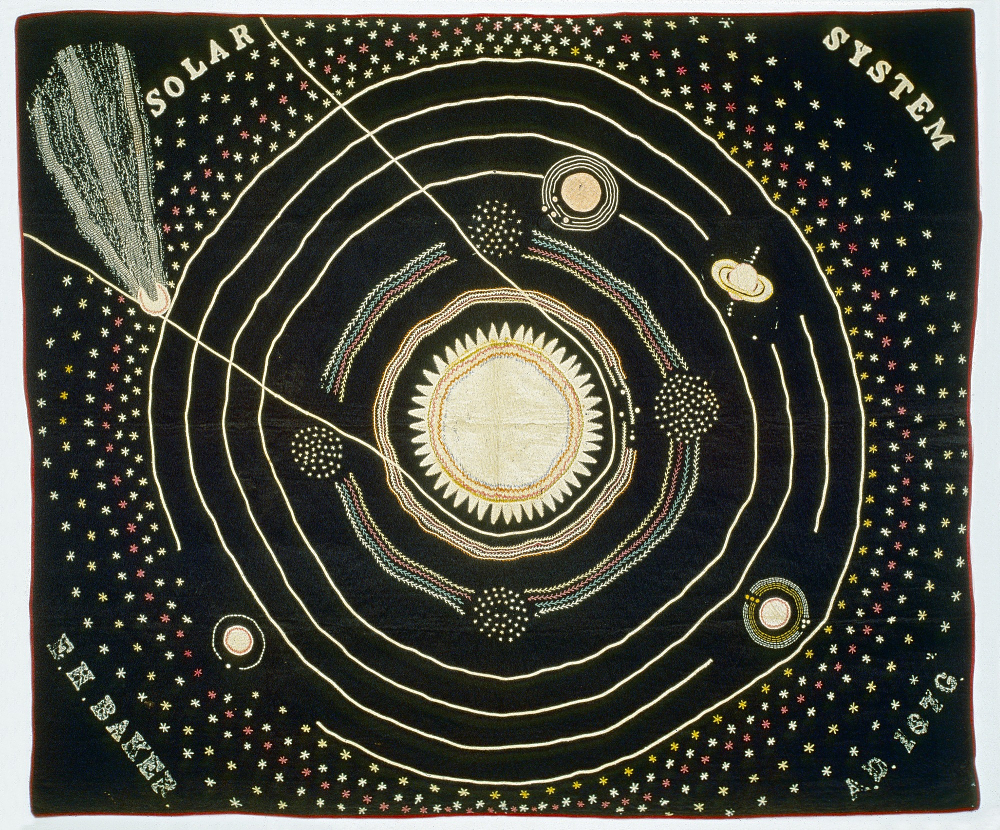
Edredó creat el 1876 per Ellen Harding Baker i que solia utilitzar a les seves conferències d'astronomia

L'edredó mesura 225 cm x 269 cm. Actualment es troba en possessió a la Smithsonian Institution, Museu Nacional d'Història Americana. Va ser donat al museu per Patricia Hill McCloy i Kathryn Hill Meardon, que són descendents de la filla de Baker, Carrie.
Al llibre infantil She Stitched The Stars: A Story Of Ellen Harding Baker's Solar System Quilt, escrit per Jennifer Harris, s'explica una història de fons de ficció de la creació de l'edredó del Sistema Solar.

## Inspiració
L'article que descriu la finalització de l'Edredó del Sistema Solar informa que «la dama va anar a Chicago per veure el cometa i les taques solars a través del telescopi que podria ser molt precisa». S'havia instal·lat un telescopi a l'Edifici d'Exposició Industrial Interestatal de Chicago per permetre als ciutadans i visitants una visió del cometa Coggia, descobert el 1874. El Gran Cometa de 1882 també podria haver estat l'objecte celeste que Baker havia viatjat a Chicago per veure.
Una altra font d'inspiració podria haver estat Maria Mitchell, professora d'astronomia al Vassar College. L'agost de 1869, Mitchell va portar 4 de les seves estudiants a Burlington, Iowa, per estudiar un eclipsi solar. Irònicament, Mitchell va condemnar la costura com «la cadena de la dona, i l'ha encadenada més que les lleis del país». No obstant això, va reconèixer que l'atenció als detalls apreses a través d'aquest ofici es tradueix bé en l'estudi de l'astronomia quan va escriure que «l'ull que dirigeix una agulla a les delicades malles del brodat també dividirà una estrella amb la teranyina del micròmetre».